# Honda of America Mfg.

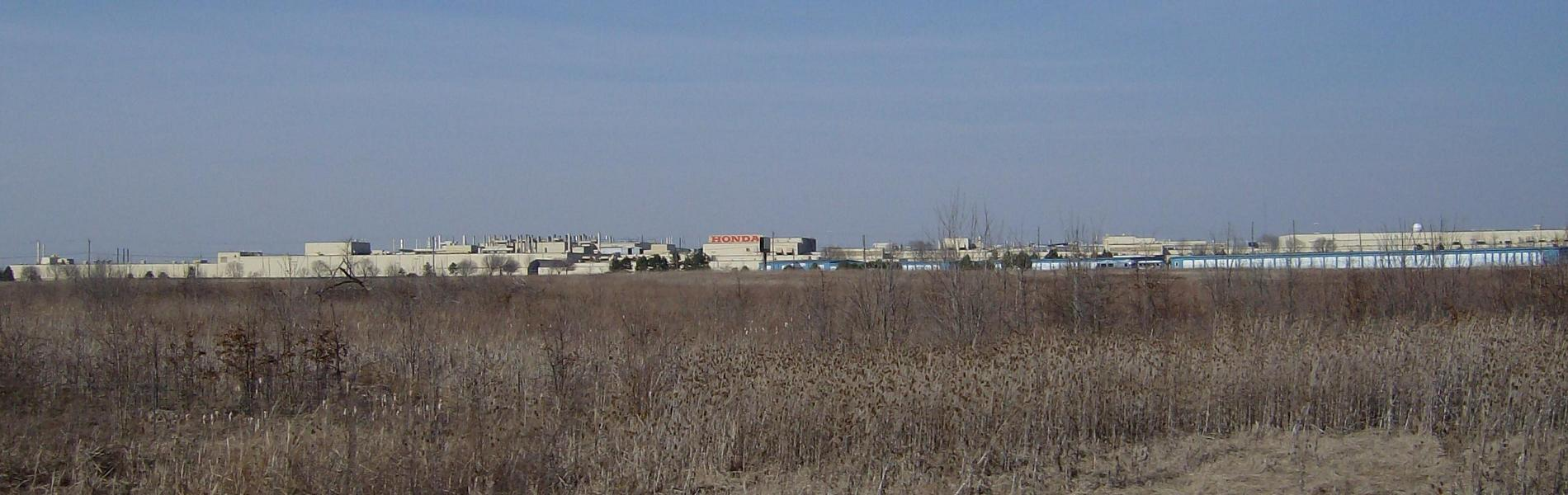
Die Honda of America Mfg., Inc. in Marysville, Ohio

Die Honda of America Mfg., Inc. (die Abkürzung Mfg steht für Manufacturing, dt. Herstellung) ist eine im Marysville, Ohio ansässige Tochtergesellschaft der japanischen Honda Giken Kōgyō Kabushiki-gaisha. Das Unternehmen wurde im Februar 1978 gegründet und ist neben der Montage von Automobilen auch als Motorenhersteller tätig. Die eigene Produktion von Motorrädern wurde unterdessen aufgegeben. Insgesamt arbeiten etwa 9200 Arbeitnehmer in drei, ehemals vier, Niederlassungen für das Unternehmen.
Das in Marysville befindliche Hauptwerk, welches im November 1982 seine Arbeit aufnahm, wird aufgrund seines Standorts auch oftmals als Marysville Auto Plant bezeichnet. Etwa 4400 Arbeitnehmer werden hier beschäftigt. Für die Errichtung des Werkes hatte Honda eine Summe von 4 Milliarden US-Dollar investiert. Das Firmengelände umfasst derzeit eine Fläche von 324.000 Quadratmeter. Rund 440.000 Fahrzeuge werden hier jährlich für den nordamerikanischen Markt zusammengebaut. Neben Honda werden hier auch Modelle der Luxus-Marke Acura komplettiert.

## Geschichte
Das erste Modell, das in Marysville gebaut wurde, war der Honda Accord, der hier als Sedan, Wagon, Hatchback wie auch als Coupé vom Band rollte. Baugleich etablierte Honda als Luxusmodell dann den Acura Vigor, gefolgt von Acura CL und dem Acura TL. Seit wenigen Jahren wird hier auch der Acura RDX zusammengebaut. Der Accord wurde im Jahre 2008 weitgehend in andere Werke ausgelagert, sodass lediglich noch das Coupé-Modell ein Produkt des Werkes ist.
Bereits im Jahre 1978 hatte Honda in Marysville mit der sogenannten Marysville Motorcycle Plant seine erste lokale Niederlassung geschaffen und widmete sich dort der Herstellung von Motorrädern. Mit der Gründung des neuen Unternehmens gliederte man das bestehende Werk einfach dort mit ein. Hergestellt wurden hier lange Zeit die beiden Modelle Honda Gold Wing sowie der Honda Magna. Im Frühling des Jahres 2009 verlegte Honda die Motorradproduktion für die nordamerikanischen Märkte allerdings nach Japan. Etwa 450 Arbeitnehmer verloren durch diese Verlagerung ihren Arbeitsplatz.
Die zweite Niederlassung errichtete das Unternehmen dann Mitte der achtziger Jahre mit einer Investition von 1,7 Milliarden US-Dollar in der Kleinstadt Anna. Auf dem 162.000 Quadratmeter großen Gelände haben 2400 Menschen ihren Arbeitsplatz. Hergestellt werden hier Vierzylinder- und V6-Motoren für verschiedene Fahrzeugmodelle. Aber auch Antriebswellen, Kurbelwellen, Bremssysteme, Nockenwellen und Zylinderlaufbuchsen werden in Anna produziert. Jährlich produziert das Werk 1.180.000 Motoren für den lokalen und die umliegenden Märkte.
Das zweite Automobilwerk des Unternehmens wurde mit einer Investition von 1,1 Milliarden US-Dollar in East Liberty errichtet. In dem Werk werden zirka 2400 Arbeitnehmer beschäftigt. Die Arbeit wurde im Dezember 1989 aufgenommen. Das Firmengelände hier umfasst eine Fläche von 171.000 Quadratmeter. Das Hauptprodukt des Werkes ist der Honda Civic. Im Jahre 2002 fügte Honda dann den Honda Element in das Programm ein, der hier sowohl als Linkslenker wie auch mit Rechtslenkung für den Exportmarkt gebaut wird. Erst 2007 kamen mit dem Honda CR-V und dem Honda FCX Clarity zwei weitere Modelle hinzu. Das neueste Modell des Werkes ist allerdings der 2009 eingeführte Honda Accord Crosstour.

## Modellübersicht
Innerhalb der Fahrzeug-Identifikationsnummer benutzt das Werk den Welt-Herstellercode 1HG für Personenkraftwagen und 5J6 für Sport Utility Vehicles und Brennstoffzellenfahrzeuge. Als Werkscode wird der Buchstabe A für Marysville und L für  East Liberty verwendet. Für die Motorräder aus Marysville dagegen wurde der Welt-Herstellercode 1HF benutzt. Für die Fahrzeuge der Marke Acura wird der Welt-Herstellercode 19U verwendet.